# Casa a graticcio

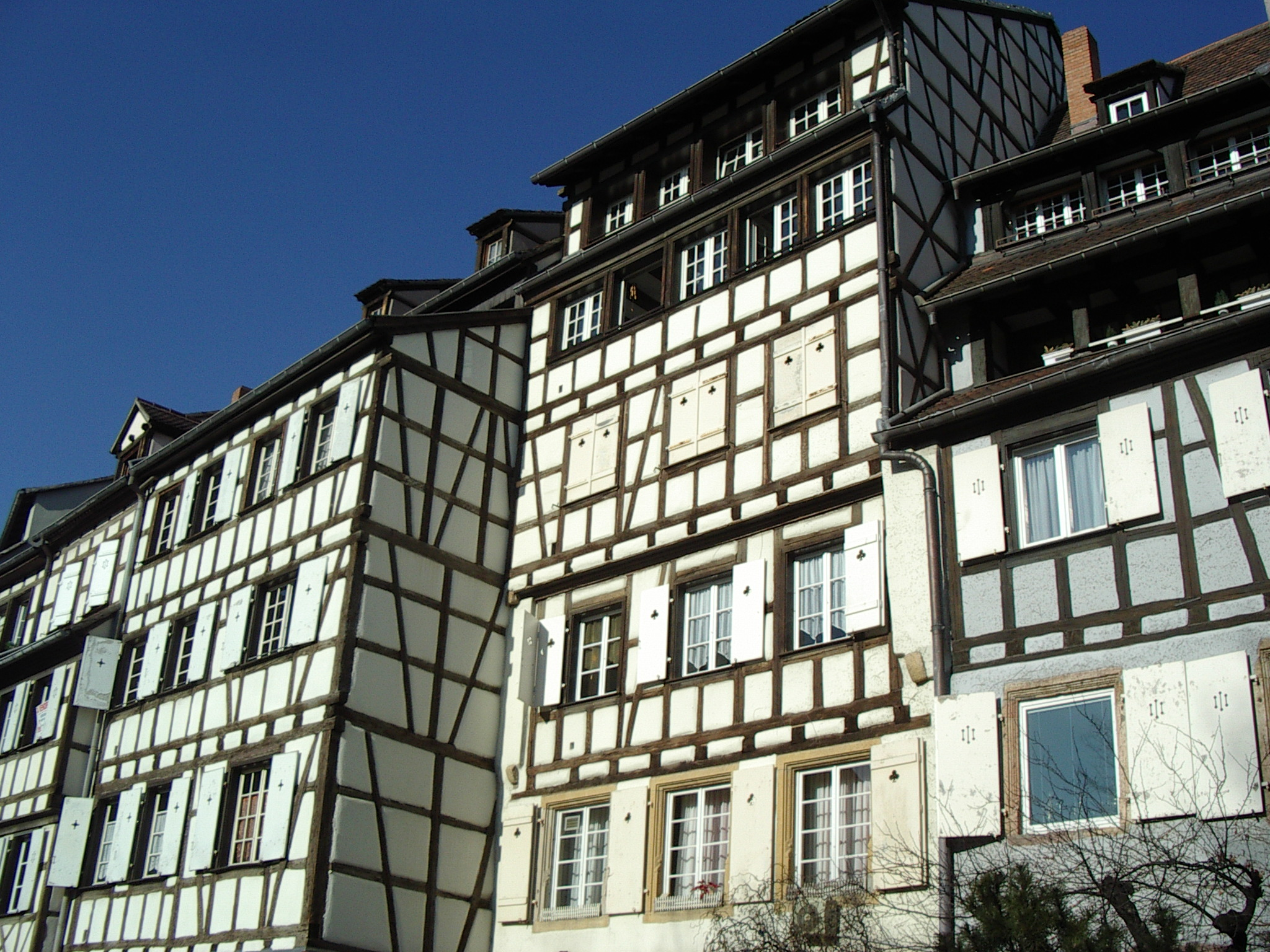
A Colmar, in Alsazia: il modello della casa a traliccio forma un insieme urbanistico tipico che caratterizza il centro storico della cittadina

La casa a graticcio o  a traliccio si basa su un metodo di creazione di edifici con intelaiature in legno collegate tra di loro in diverse posizioni. In tali edifici la struttura portante è costituita da una serie di travi in legno disposte orizzontalmente, verticalmente e obliquamente. Le travi rimangono a vista nella facciata dell'edificio quando la costruzione è stata completata, conferendo un particolare e caratteristico stile agli edifici di questo genere. Gli spazi fra le travi sono generalmente riempiti da particolari composti di legno e limo, da pietre o da laterizi, dunque da elementi non portanti. Pur essendo attestabile nelle più svariate epoche e in diversi continenti, si tratta di un modello considerato tipico soprattutto dell'Europa centrale, dove venne edificato dal Medioevo all'Ottocento (in tedesco Fachwerkhaus). Il principio fu applicato anche alle costruzioni di chiese in genere minori.
Schemi degli elementi portanti secondo la tradizione germanica. Lo zoccolo della costruzione è di solito in sola muratura (figura 1, sotto) ed è usato per evitare che il legno marcisca.

Gli elementi verticali hanno in tedesco diversi nomi, ad esempio Ständer o Pfosten, mentre le travi orizzontali con esse incastrate o inchiodate si chiamano Riegel, oppure Rähm. Le travi diagonali, visibili in tutte le illustrazioni, si chiamano Streben e stabilizzano l'insieme: in tal modo, la costruzione ricorda il principio della capriata, la quale deve la sua stabilità all'uso di strutture triangolari o trapezoidali, o comunque non solo di forme rettangolari o quadrate, meno rigide. 

Delle travi perpendicolari alla facciata (nome: Balkenkopf) vengono incastrate tra un piano e l'altro e contribuiscono all'indipendenza statica tra i diversi piani (figg. 1 e 3, sopra, fig. 2, centro).

Lo spessore delle travi va dai 10 ai 18 centimetri. Ogni spazio vuoto (Gefach) verrà riempito con i materiali più disparati, anche di basso prezzo.

## Descrizione
Le travi orizzontali e verticali sono integrate da quelle oblique, essenziali dal punto di vista statico dato che servono da puntoni di sostegno per conferire maggiore rigidità all'insieme. Le qualità di legno utilizzate in genere sono la farnia o il rovere. Dove possibile si privilegia comunque l'abete. Tali legni sono più resistenti alle intemperie e tendono meno di altri a marcire. Gli interstizi (Gefach) vengono riempiti o mediante un intreccio di legno rivestito da argilla, silt, sabbia o materiale limaccioso o da laterizi o da pietre. Per l'intreccio si usano legni rigidi allacciati con legni più cedevoli quali il salice.
La decorazione delle facciate a graticcio varia molto, sia a seconda della zona di costruzione sia a seconda del tempo a disposizione per terminare la costruzione. In genere hanno valore fortemente decorativo la disposizione degli elementi inclinati, l'inserimento di ulteriori elementi inclinati senza alcuna valenza statica, l'intaglio degli elementi con dei bassorilievi, la tinteggiatura degli elementi e degli interstizi. Si presume che nel lontano passato la tipologia di decorazione fosse decisa dal costruttore e che solo certi artigiani potessero utilizzare certe decorazioni.
Fra le decorazioni tipiche si trovano:
- La croce di Sant'Andrea.
- L'uomo o uomo selvatico, una composizione di travi oblique che formano una sorta di croce.
- Le iscrizioni in genere tratte dalla Bibbia.
- Gli sbalzi, in genere decorati con dei santi o altre figure di carattere sacro.
- Il trono dell'imperatore del Sacro Romano Impero.
- Dei rombi che rappresentavano il numero dei figli in una casa.

Le strutture in legno costituiscono un elemento portante, ma contemporaneamente stilistico, dato che le travi configurano dei motivi geometrici decorativi: in tale modo, si coniugano in un'unica soluzione i motivi estetici e quelli funzionali.
Spesso, il metodo è applicato solo alla metà superiore della costruzione. Dato il clima delle regioni in cui si trovano le case, la travatura in legno trova la sua conclusione verso l'alto in un tetto a spioventi.

## Diffusione

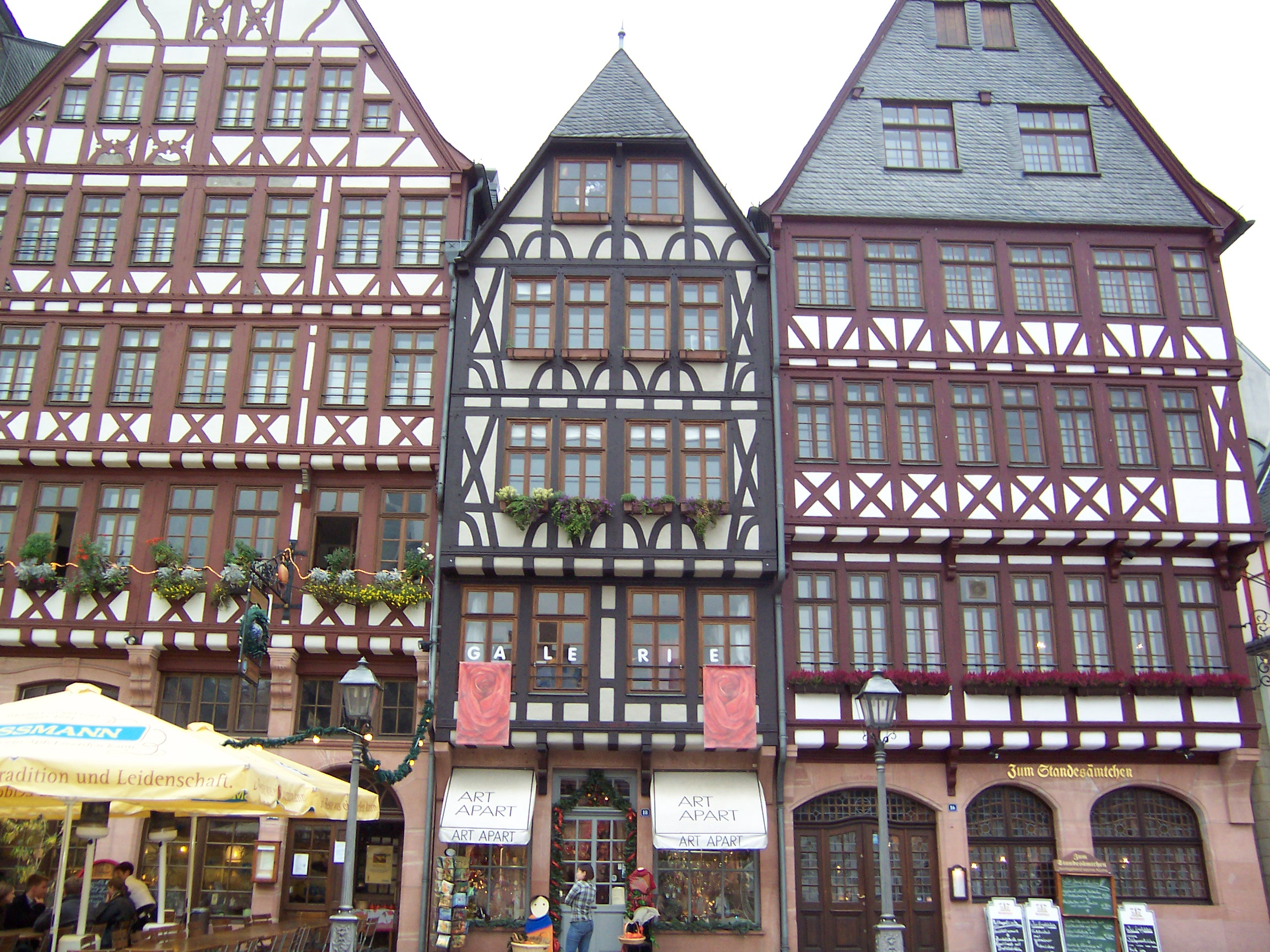
Francoforte: edifici ricostruiti di fronte al Römer (municipio)

Si tratta del modello architettonico tipico di diversi Paesi germanici e delle zone limitrofe. La casa a graticcio si è diffusa in zone e periodi storici in cui la scelta del materiale di costruzione era determinante e cadeva piuttosto sul legno che sulla pietra, sia per ragioni di reperibilità della materia prima, sia per tradizione culturale e tecnica. La tecnica è stata applicata sia in contesti urbani sia rurali.

### Paesi di lingua tedesca
In nessun Paese si riscontra una concentrazione di case a traliccio uguale a quella di Germania (Rothenburg ob der Tauber, Norimberga, Erfurt, Francoforte sul Meno, ecc.) e Alsazia, di qui la parola Fachwerkhaus (in Svizzera: Riegelhaus). I Paesi germanici continentali (eccezion fatta per l'Austria, dove il modello non si è diffuso) risultano infatti di importanza centrale tanto per lo sviluppo quanto per la storia di questa costruzione, tanto che il nome di questo tipo di casa contiene spesso, nelle lingue straniere, un qualche riferimento alla Germania. I tre modelli alemannico e bavarese (meridionale), francone (centrale), e sassone (settentrionale) rappresentano le tipologie tipiche in Germania e Svizzera (vedi sezione sulla storia). In Vorarlberg, unico Stato alemannico dell'Austria a differenza del resto del Paese che è di cultura bavarese, è presente lo stile alemannico. È poi da rilevare che in Germania c'è la Fachwerkstraße (Strada delle case a graticcio) che, dal Sud al Nord, collega centri urbani con abitazioni aventi queste caratteristiche.

### Francia
La versione francese della casa con intelaiatura a traliccio, la Maison à colombages, o a Pans de bois, è diffusa in diverse regioni soprattutto settentrionali del Paese, come la Normandia (a Rouen, Bayeux, Évreux, Honfleur), la Champagne e la Piccardia, a ovest in Bretagna (a Rennes, Quimper, Vannes), ma anche al Centro (ad esempio a Tours), in Borgogna e più a sud in Midi-Pyrénées. Stili distinti si trovano in Alsazia, il cui modello rientra in quello tedesco alemannico; nelle regioni centrali il modello tipico è quello di travature disposte a losanghe; e in Normandia, dove la colonizzazione normanna originò un modello peculiare detto appunto di tradizione normanna.

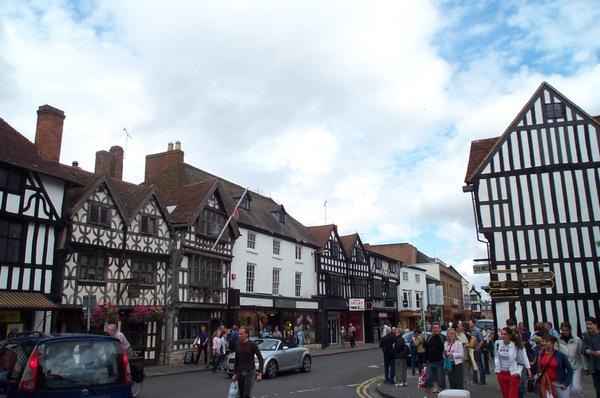
Nella foto, Stratford-upon-Avon, Inghilterra. Sulla destra si distingue il muro di una casa dalle tipiche travi verticali parallele, con il motivo a zebra come si può incontrare sia Inghilterra che in Francia.

Talvolta la versione francese e normanna mostrano un uso assai generoso di travi parallele verticali e relativamente sottili, le quali creano sui muri uno stravagante effetto a zebra.

### Inghilterra
Lo stesso motivo, non conosciuto ai paesi germanofoni, si può ritrovare anche nella vicina Inghilterra (introdotto anche in Scozia, Galles e Irlanda) introdotto probabilmente nel periodo di dominazione normanna. Modelli precedenti all'XI secolo erano basati sullo stile scandinavo ed erano presenti soprattutto in Inghilterra centro-settentrionale. In Inghilterra la tecnica della casa a intelaiatura a traliccio è chiamata timber framing o half-timbering; la tradizione inglese, molto antica, presenta similarità anche con la tradizione tedesca sassone e fu usata massicciamente nel periodo dello stile Tudor e nel secolo precedente.
Esempi notevoli di architettura a graticcio in Inghilterra possono essere ammirati in molte città storiche come Canterbury, Shrewsbury, Rochester, Sandwich, Rye, Chilham, Durham, Liverpool, Chester, Warwick, Stratford-upon-Avon, Salisbury, Cambridge, Oxford e York. Un notevole esempio è il trecentesco municipio di Leicester. È un edificio a graticcio la taverna più antica del mondo, il "Ye Olde Trip to Jerusalem" a Nottingham, risalente al XII secolo.

### Polonia

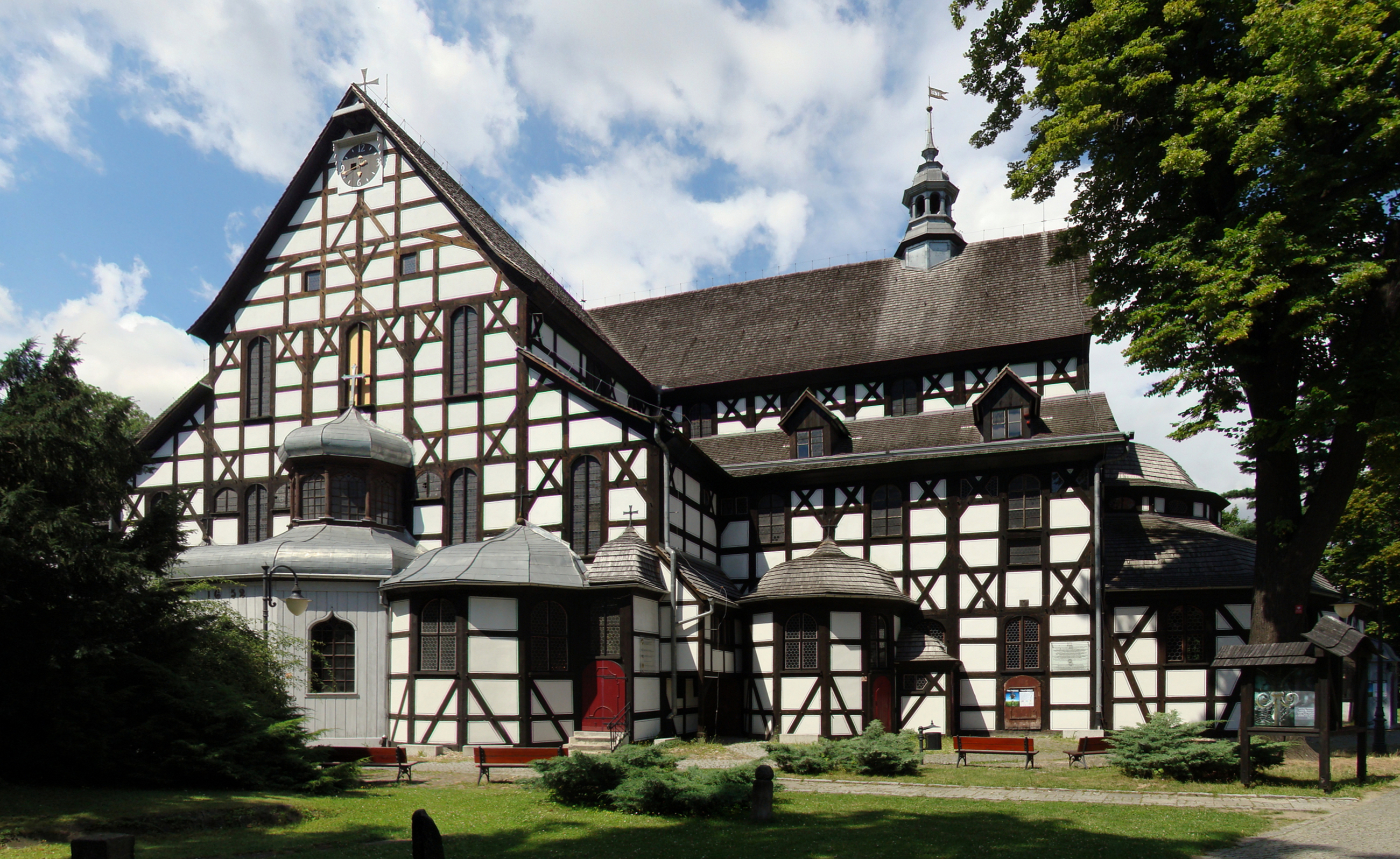
Kościół Pokoju w Głogowie, una delle Chiese della Pace, 1656-57, Świdnica (Polonia). La struttura di queste chiese, tra le più grandi nel loro genere, è riconducibile a imposizioni giuridiche: l'impero austriaco, cattolico, aveva permesso ai sudditi protestanti della Slesia di edificare delle chiese, ma solo a patto che rinunciassero a costruirne in pietra.

Il termine polacco dom z muru pruskiego indica la casa a traliccio, che era estranea alla tradizione culturale dei polacchi. Infatti, essi cominciarono ad abitare in queste case solo quando, dopo la seconda guerra mondiale, la Germania dovette cedere alla Polonia i suoi territori orientali presso l'Oder e soprattutto sulla costa del Mar Baltico, una zona dove il modello dell'intelaiatura a traliccio si era abbondantemente affermato. Prendendo possesso delle case, spesso i polacchi ne ricoprirono di intonaco l'intera facciata, nascondendone così la struttura e cancellando volutamente l'effetto bicromatico di quello che essi chiamano, in maniera significativa, il mur pruski, dunque il muro prussiano; era questo un modo di prendere le distanze nei confronti della tradizione tedesca più o meno involontariamente ereditata.

### Altri paesi
Oltre a Germania, Svizzera, Francia, Inghilterra e Polonia occidentale (essenzialmente Pomerania e Slesia), completano la tipica area di diffusione la Boemia, il Vorarlberg, parte del Benelux, la Danimarca, la Svezia meridionale e la Lettonia.
Il modello non si diffuse nei Paesi Bassi o in Austria, dove la tecnica non ha avuto sviluppi degni di nota, mentre ha avuto maggiore fortuna in Belgio, nella provincia fiamminga del Limburgo e in quella vallona di Liegi. Le Fachwerkhaus sono molto rare in Norvegia e Svezia settentrionale, dove l'architettura tradizionale ha sempre favorito le semplici case interamente in legno in quanto le condizioni climatiche della zona non rendono disponibili alberi da cui ricavare legname alto e dritto necessario per la costruzione.
Costruzioni paragonabili alla classica casa a traliccio si affermarono, dopo il Medioevo e in forma meno elaborata, in alcune zone dell'Impero ottomano.
In seguito all'emigrazione di Germani in altri continenti e il ricorso allo stile coloniale, si incontrano alcune case con intelaiatura a traliccio nei continenti più disparati, in particolare in Brasile, dove c'è una grande minoranza tedesca.
Un certo numero di case a graticcio, che nel Medioevo dovevano essere molto più diffuse, si può ancora trovare nell'Italia del Nord, specialmente in Piemonte e in Lombardia ma anche in Emilia-Romagna e in Friuli-Venezia Giulia  oltre che talvolta anche nell'Italia meridionale.   Nell'Italia meridionale venne utilizzata soprattutto dal tardo Medioevo all’età moderna come rimedio architettonico ai terremoti. Tuttora se ne trovano diversi esempi in particolare in Calabria. Ci sono alcuni rari esemplari di case a graticcio, sempre risalenti al Medioevo, anche in Umbria e in Toscana (Cortona).

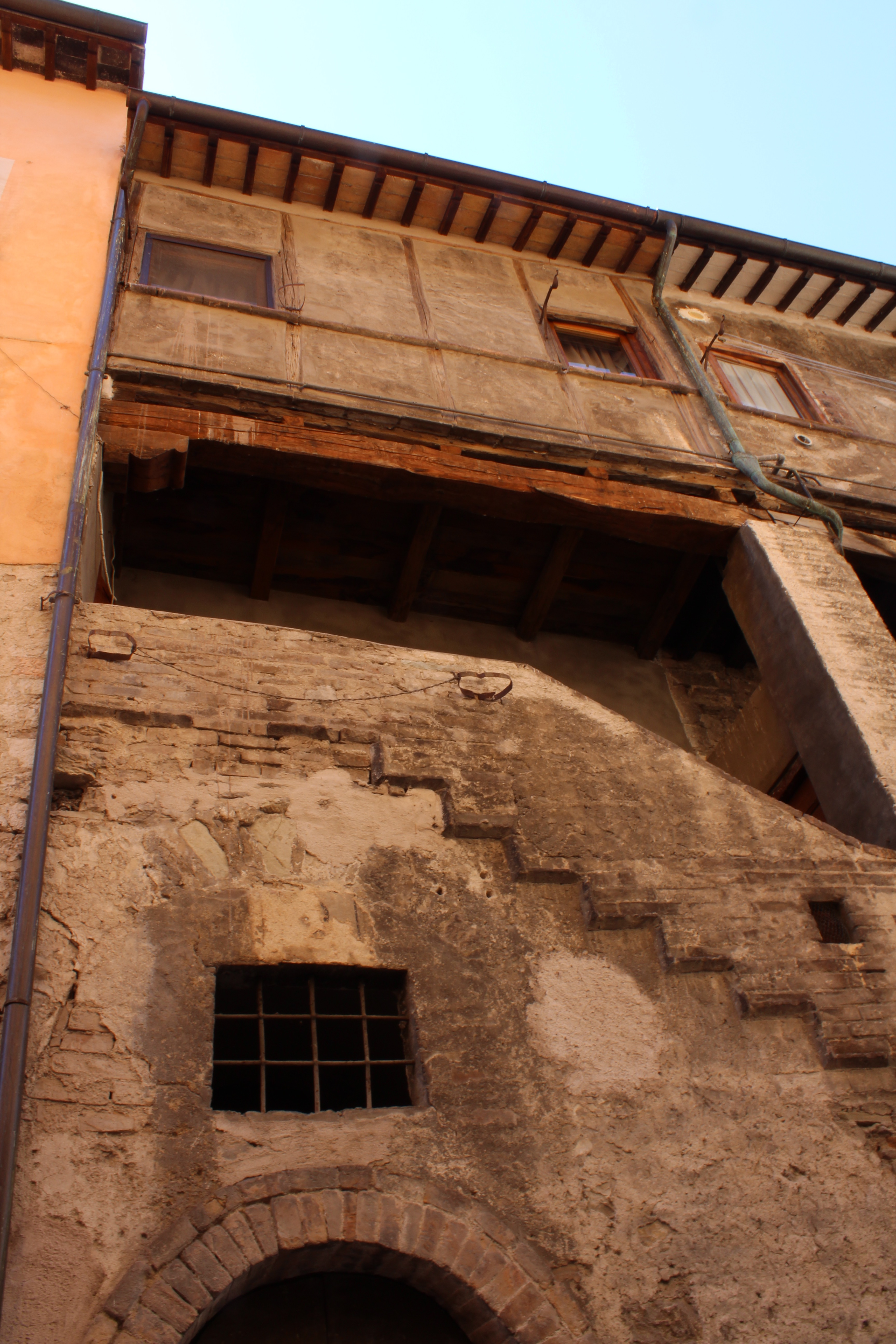
Un raro esempio di casa a graticcio nell'Italia centrale, a Spoleto, Umbria
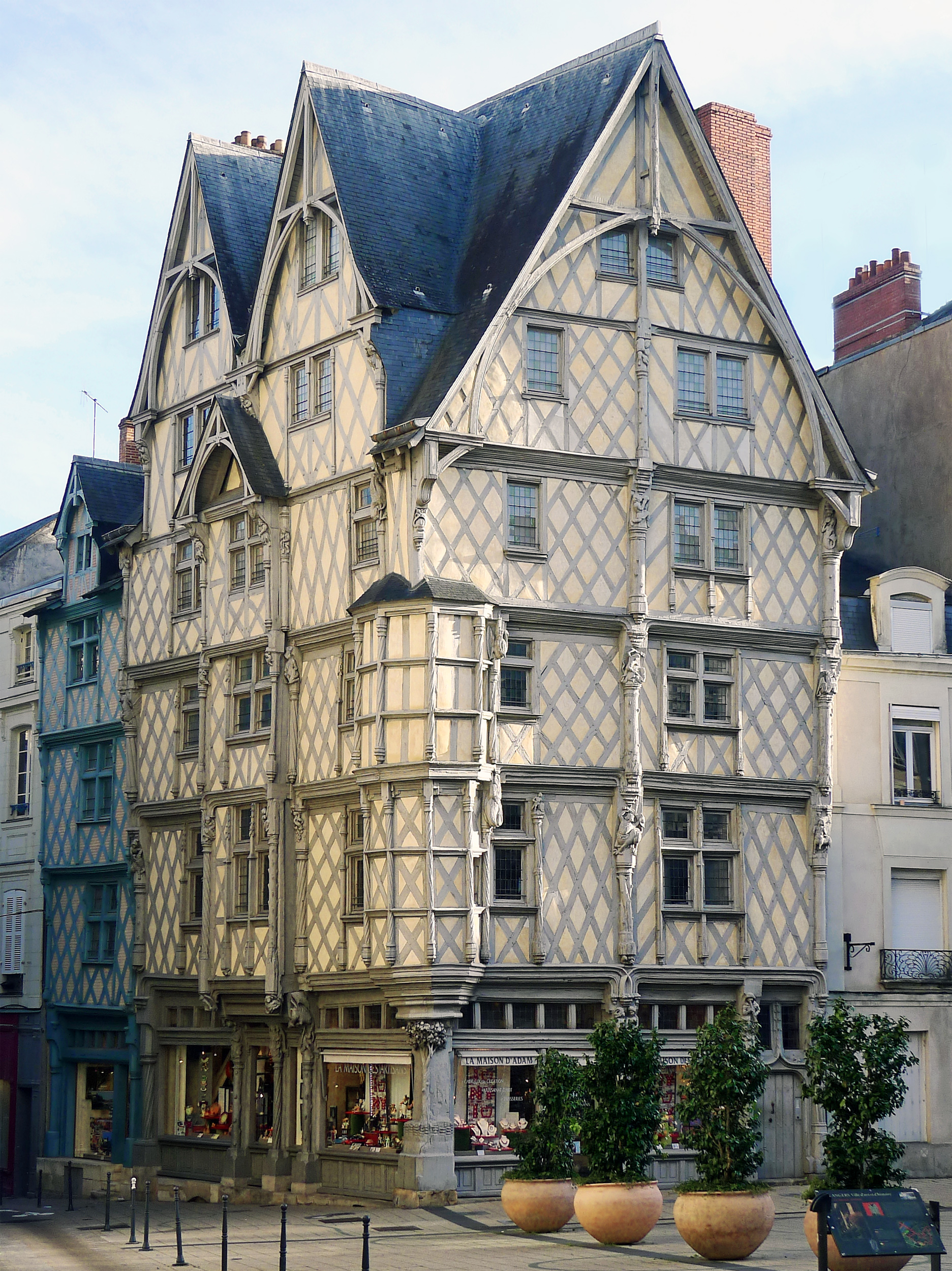
Angers, Francia, Casa di Adamo
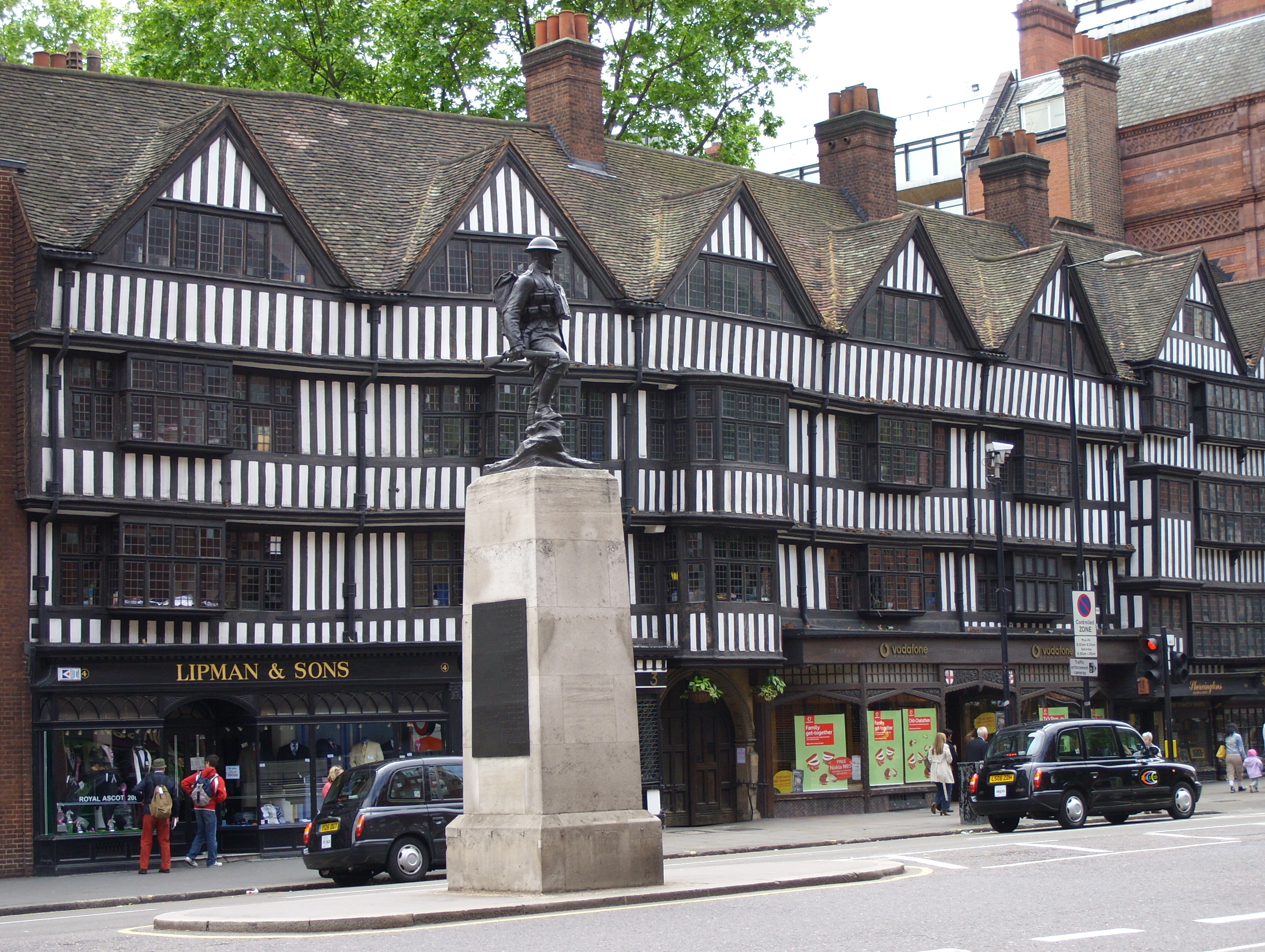
Esempio a Londra di derivazione normanna
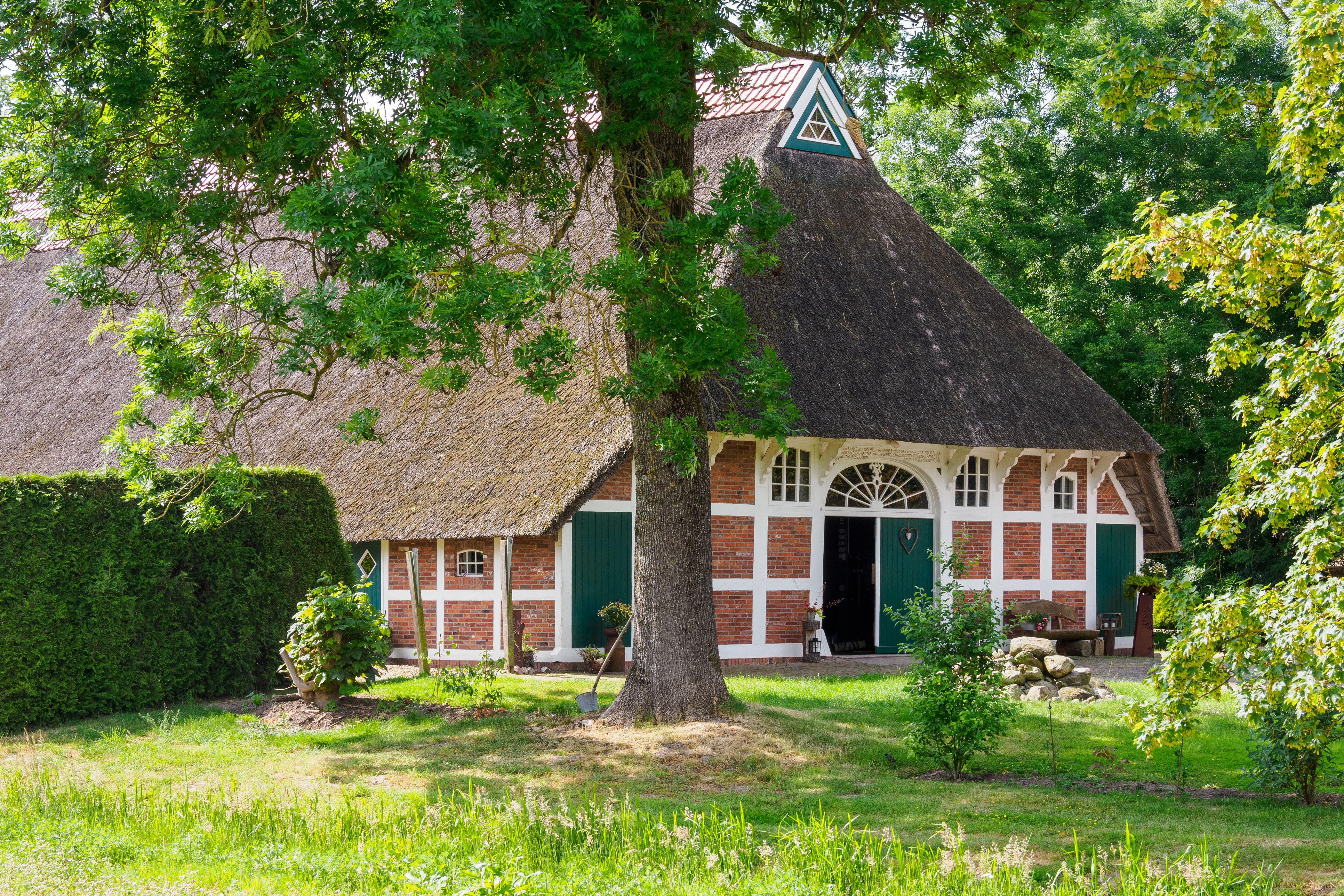
Fattoria a Elsfleth (Bassa Sassonia)
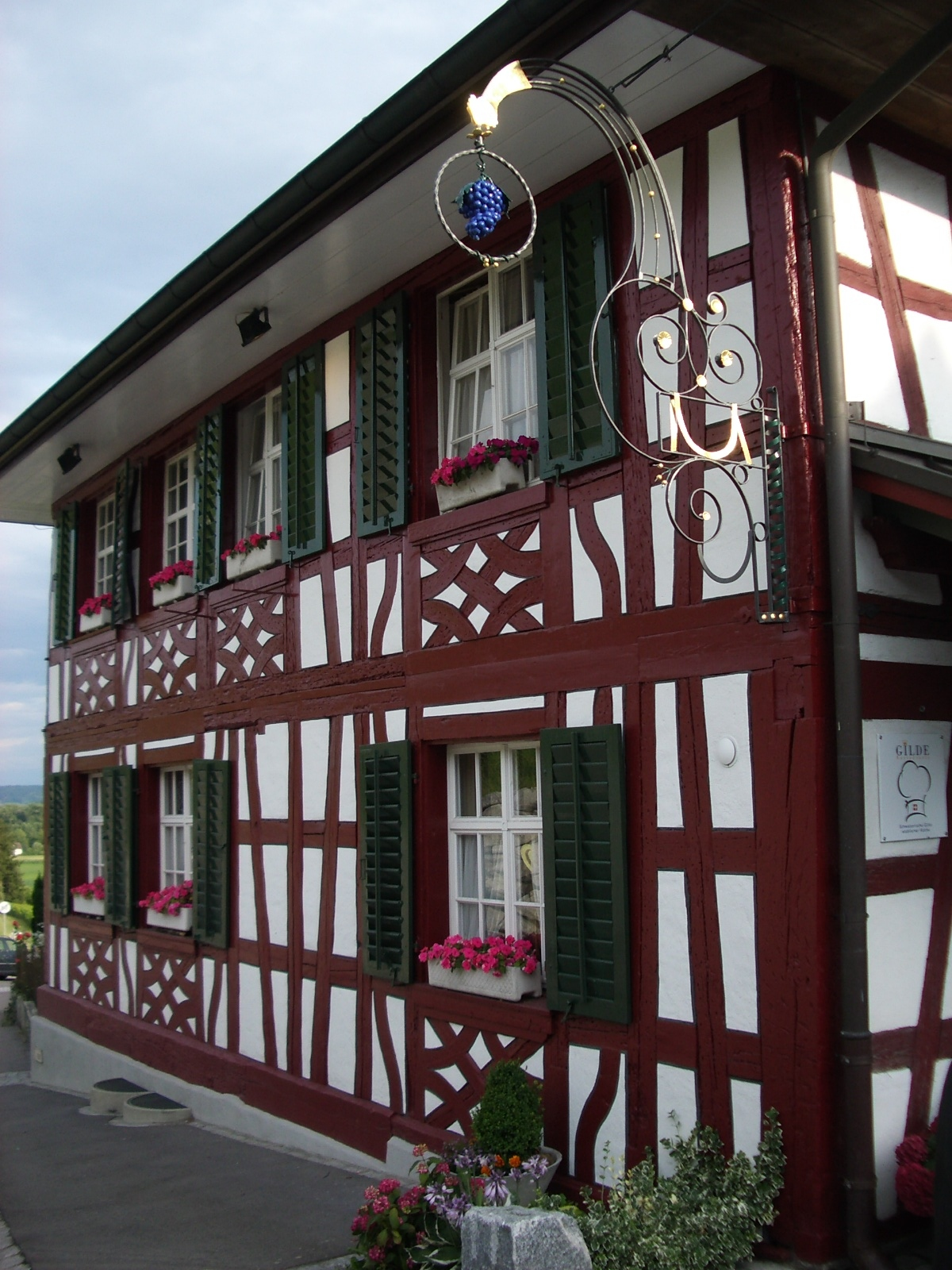
Casa di Dietingen, nel cantone di Turgovia, Svizzera tedesca

## Storia

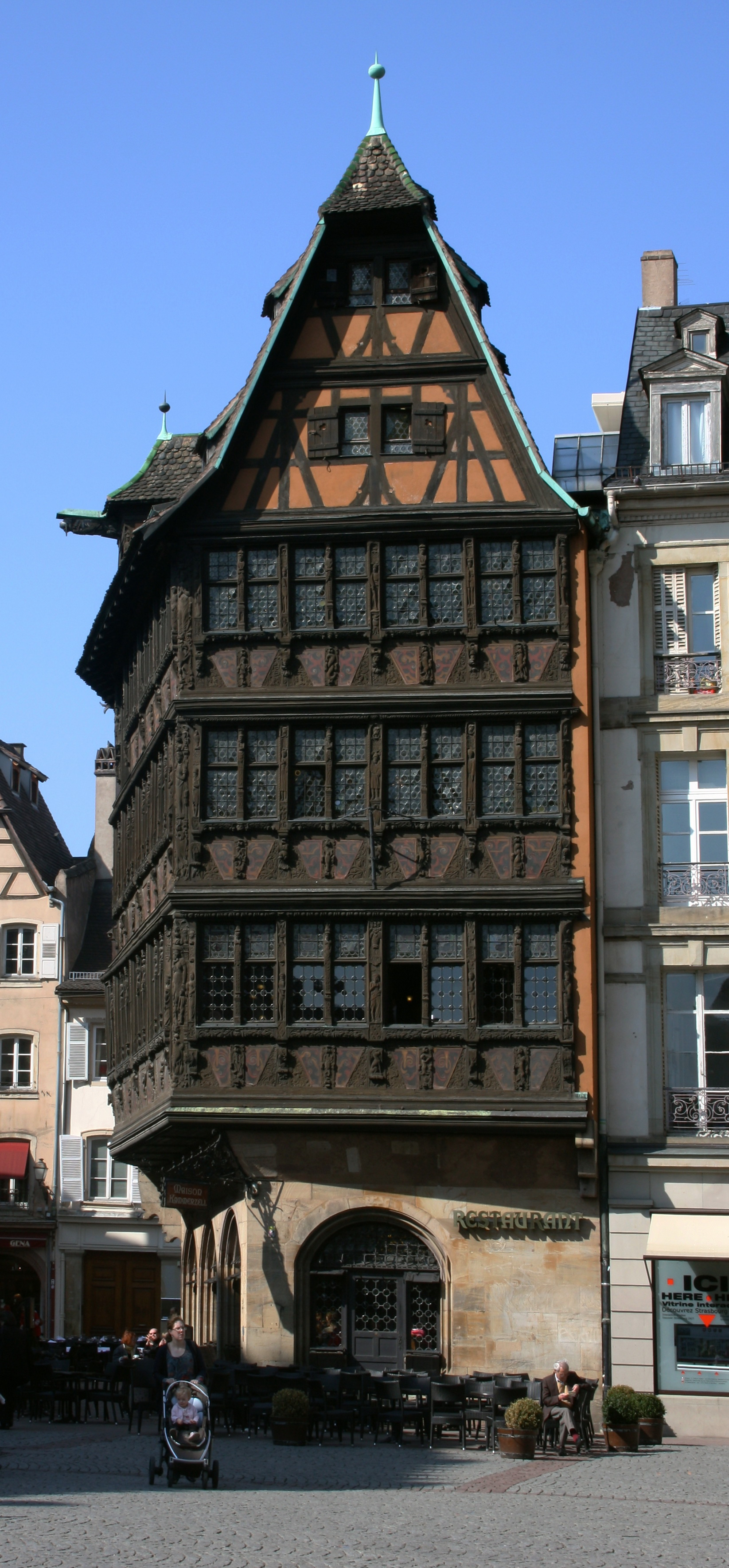
La Maison Kammerzell presso la Cattedrale di Strasburgo è uno degli esempi di tipo alemanno più famosi.

I precursori della casa a graticcio si trovano nei muri di Çatalhöyük, che risalgono a oltre 8 500 anni fa. In questo caso però gli elementi non sono in legno, ma in materiale derivato dal limo. Simili costruzioni, ma con una percentuale di legno man mano crescente, si trovano ad Alalakh, Micene e Tirinto. Il più antico esempio di casa a graticcio in Italia è quella di Ercolano che risale all'antica Roma. La tecnica del graticcio, prima di diffondersi alla costruzione di edifici, venne utilizzata nella realizzazione dei valli e delle fortificazioni note come murus gallicus.
È possibile che Tacito intendesse i precursori germanici della casa a graticcio quando scriveva delle case bianchissime con linee colorate nella sua opera De origine et situ Germanorum. 
Sia come sia, è essenziale ricordare che questo tipo di casa comparve nella sua forma oggi conosciuta solo nel tardo Medioevo. I modelli di casa con intelaiatura a traliccio si orientarono a diversi schemi in epoca gotica, rinascimentale e barocca, per poi affermarsi a singhiozzo fino al 1900 circa.
- A partire dal Duecento si ritrovano costruzioni in Germania meridionale (Alsazia e Svizzera tedesca comprese); è questo il modello più vecchio, detto Fachwerk alemanno, che conobbe sviluppi formali successivi e che si estese verso il Nord mostrando una maggiore predisposizione all'uso di elementi decorativi; nacquero così il modello più complesso del Fachwerk francone, diffuso soprattutto nelle zone centrali, e in seguito quello nuovamente semplificato del Fachwerk della Bassa Sassonia, più tipico della Germania settentrionale.[5]

- A partire dal diciottesimo secolo il legname da costruzione era diventato sempre più scarso. Ciò portò al rincaro delle costruzioni a graticcio. Neppure gli scarsi costi di manutenzione riuscirono a rendere ancora concorrenziali le costruzioni a graticcio, se paragonate ad altre tecniche di costruzione. Fu una ragione essenziale per la quale la Fachwerkhaus venne per il momento abbandonata; il cambiamento era però caratterizzato anche da una dimensione stilistica, tanto che si vollero nascondere sotto uno strato di intonaco le strutture a scheletro delle case preesistenti, nell'intento di dare agli edifici un aspetto che apparisse più sobrio e al passo coi tempi di allora.[5]

- Con la scoperta dei neostili, nell'Ottocento, la casa a traliccio riprese a esser costruita.[5] Tradizionalmente si fanno risalire le ultime costruzioni a graticcio circa al 1900. Specialmente nel mondo tedesco si sviluppa un'architettura legata ai luoghi di villeggiatura balneare, la cosiddetta Bäderarchitektur, che richiama la struttura a graticcio.[14]

- Il modello viene utilizzato anche oggi in casi speciali; tra l'altro, il principio di costruzione dell'intelaiatura a traliccio ha ispirato alcuni modelli di casa prefabbricata.[6]

Gli edifici giunti fino ai giorni nostri possono essere vecchi anche di secoli e secoli, dato che è relativamente facile smembrarli e sostituirne così le parti danneggiate. Fino agli anni settanta del ventesimo secolo, si poteva dedurre l'età di una costruzione a graticcio solo valutando lo stile con cui essa era costruita. In seguito, grazie alla dendrocronologia fu possibile datare gli edifici in maniera quasi certa: si è quindi confermato che i più vecchi edifici conservati della Germania meridionale risalgono al tredicesimo secolo, mentre quelli della Germania settentrionale al quattordicesimo secolo. 

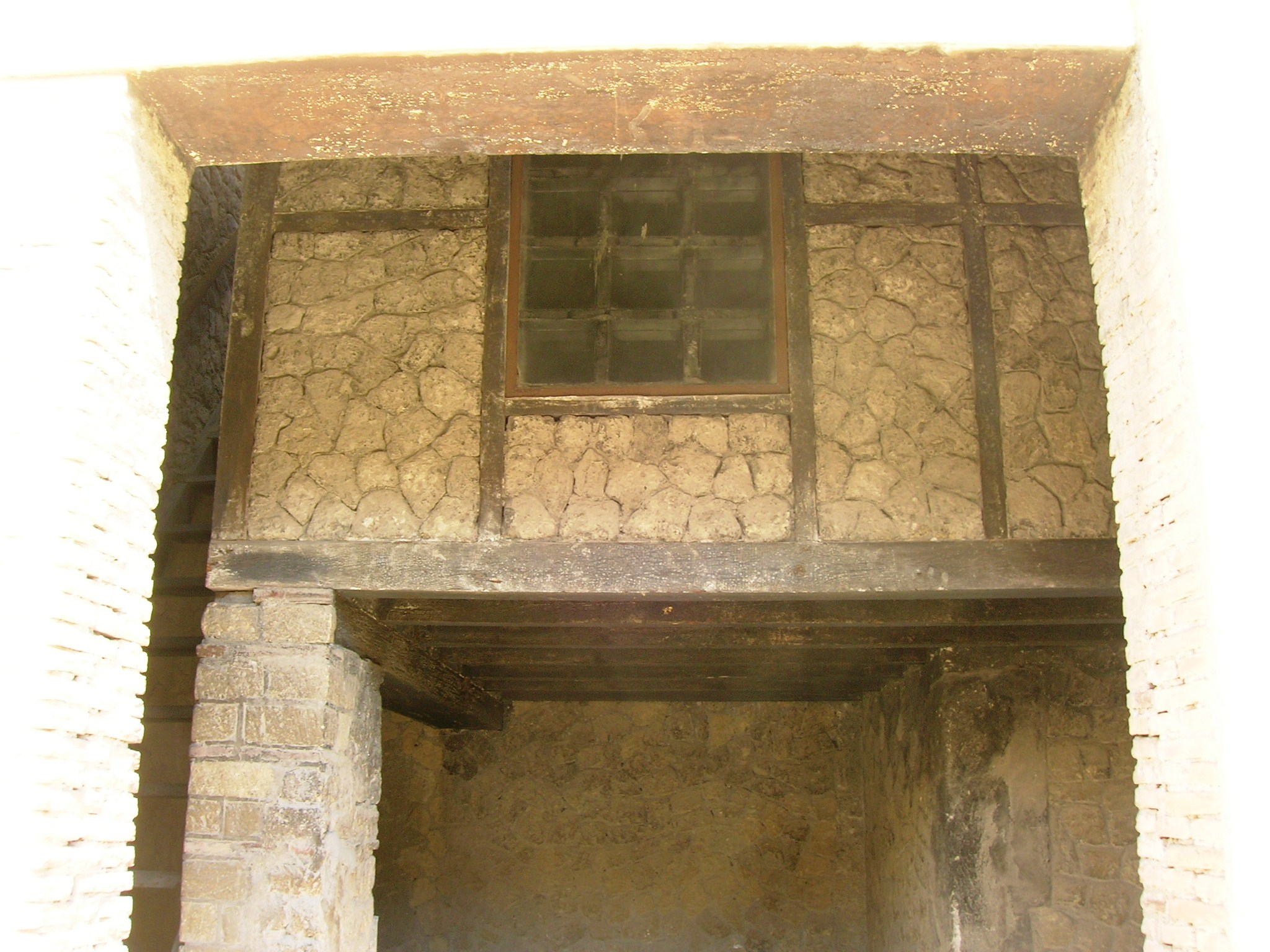
Precursore antico: Casa a Graticcio (Ercolano)
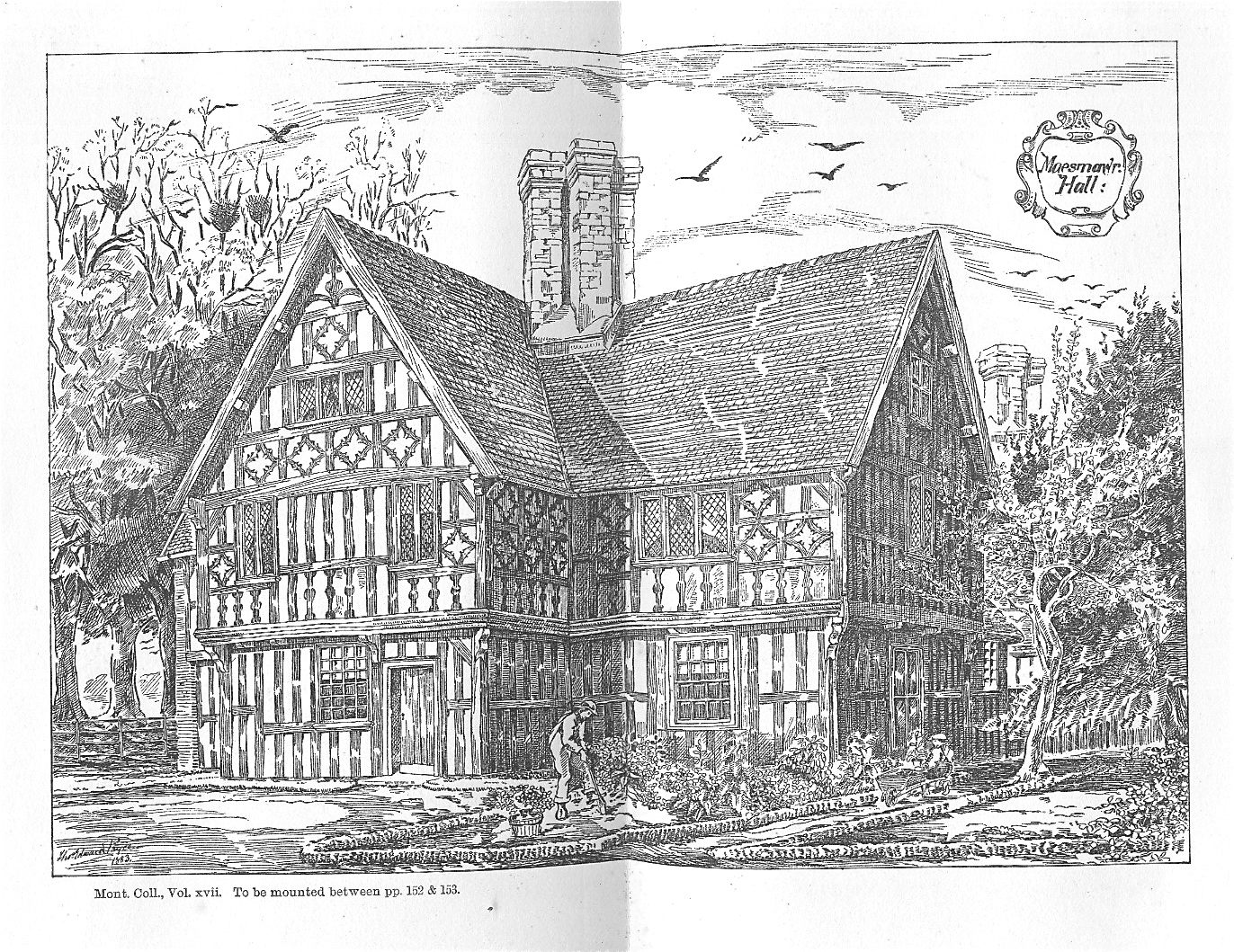
Esempio storico della contea gallese del Powys, 1883
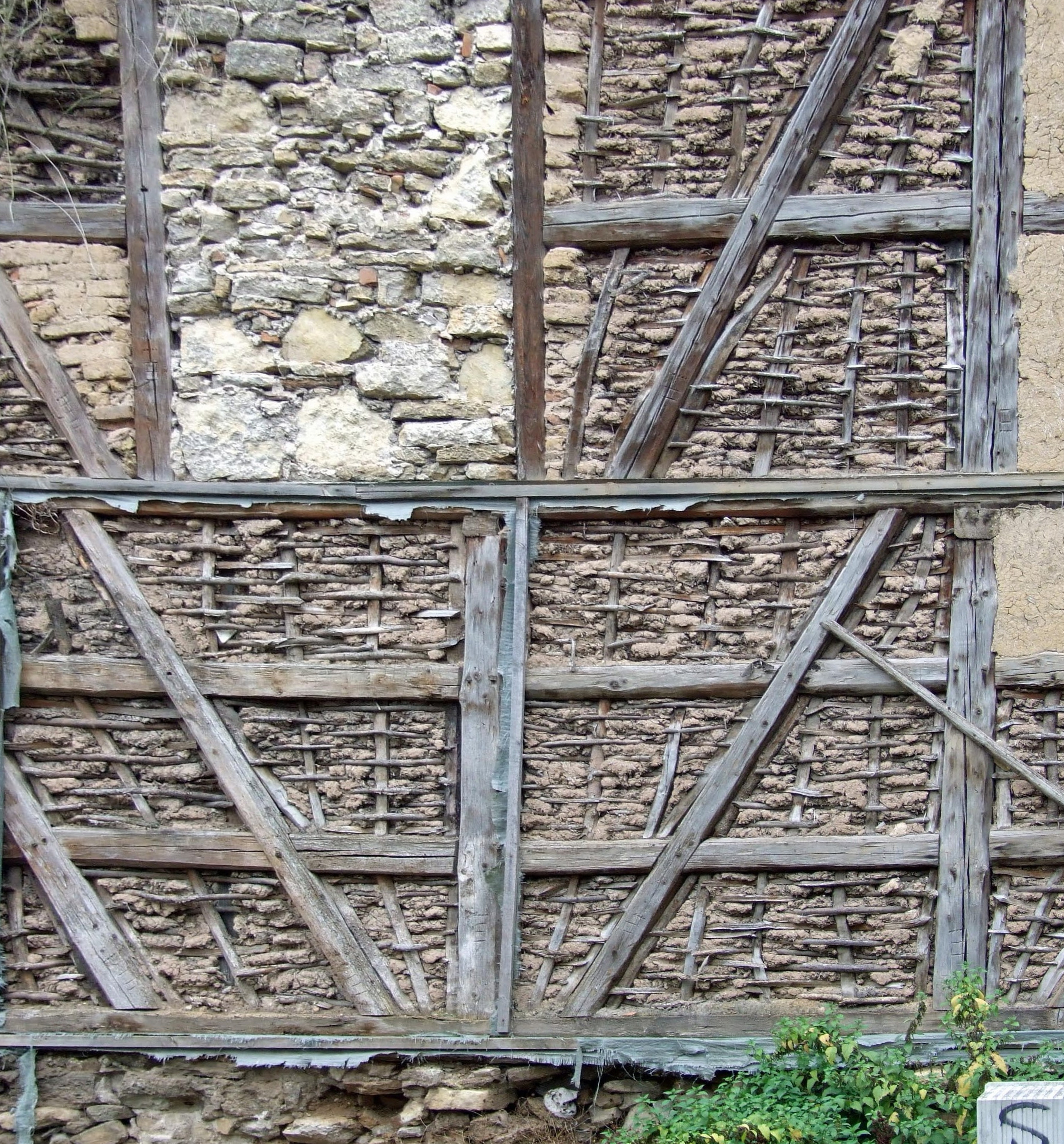
Meiningen, riempimenti in argilla e in pietra, visibili dopo la perdita dell'intonacatura
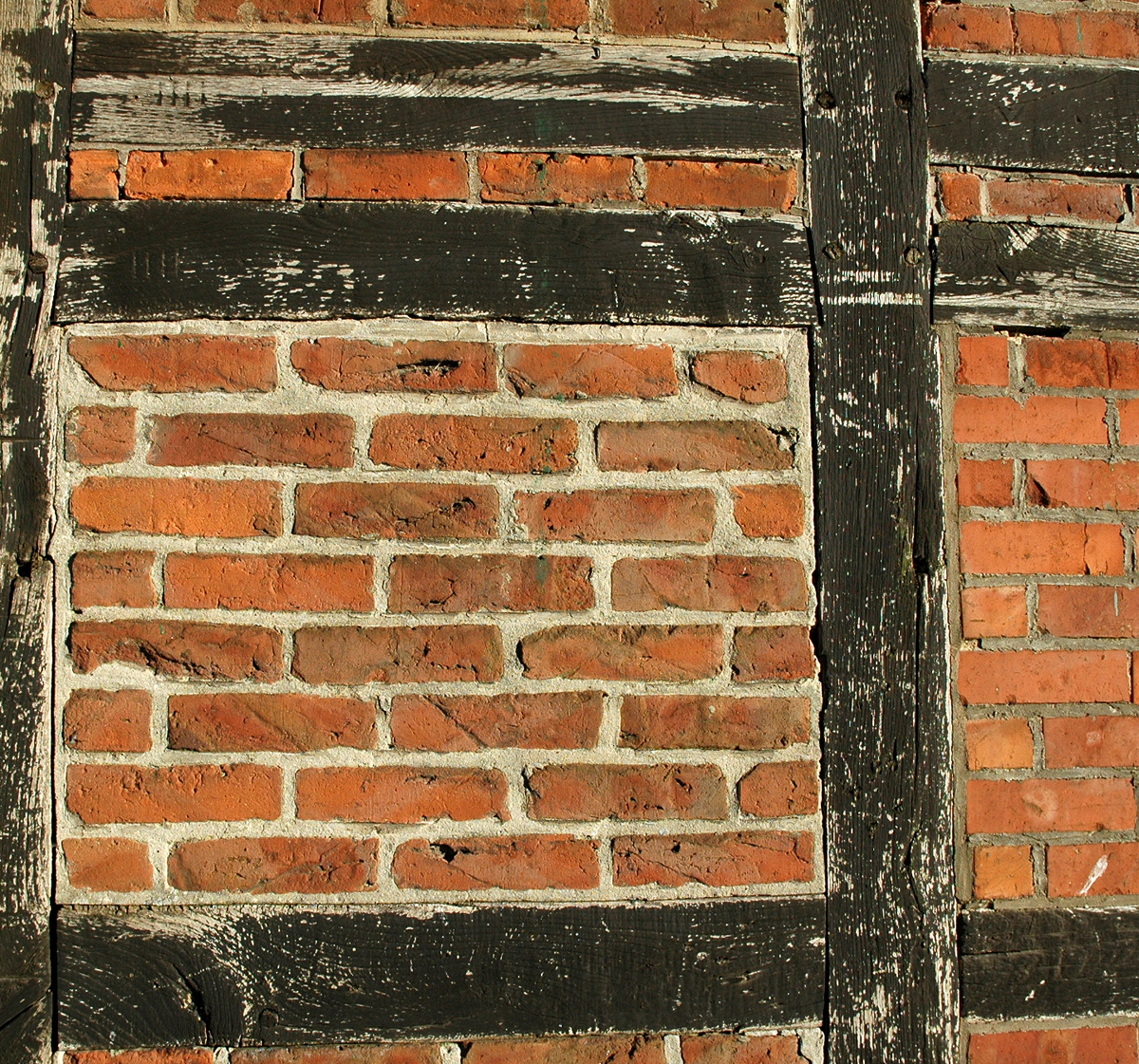
Muro in Bassa Sassonia. Riempimento di mattoni in vista, dopo un intervento di restauro